# Ferrari 166 S
La Ferrari 166 S è un'autovettura da competizione costruita dalla casa automobilistica italiana Ferrari dal 1948 al 1950.

## La vettura

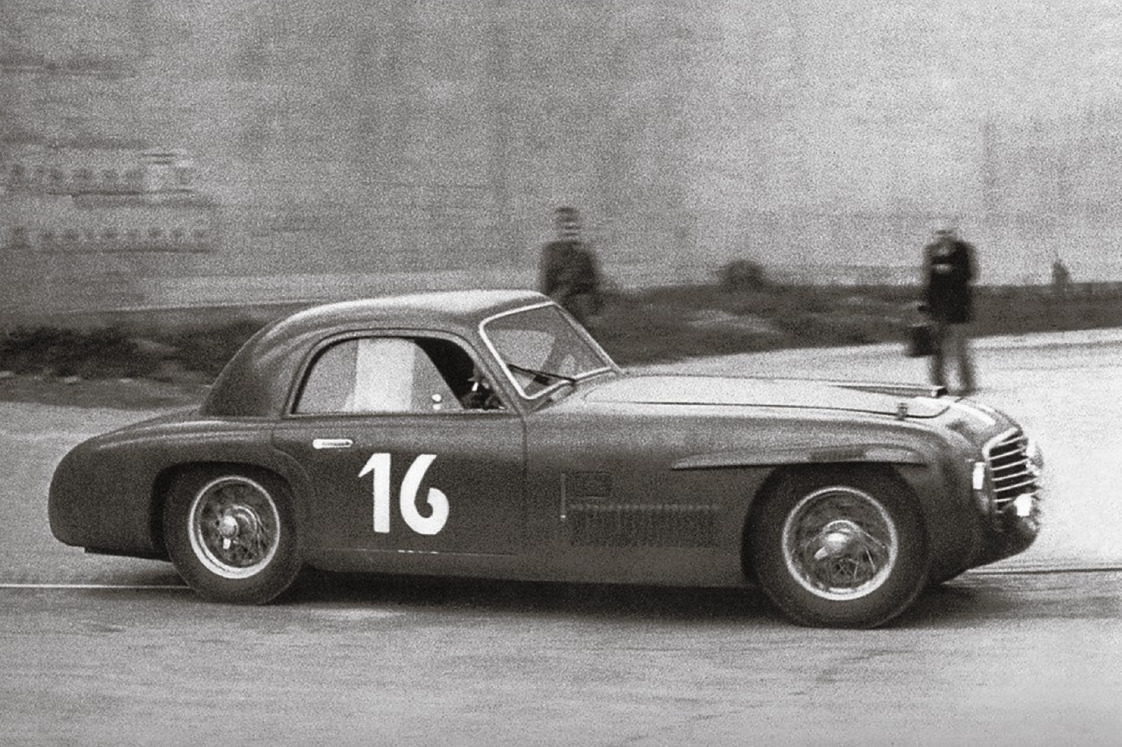
La berlinetta alla Mille Miglia 1948

Fu un'evoluzione della 125 S, con la quale divideva il suo telaio tubolare, opera di Aurelio Lampredi, le sospensioni a doppio braccio trasversale e assale rigido, e il passo da 2420 mm. 
La linea della vettura fu opera della Carrozzeria Allemano, mentre la versione da strada derivata dalla 166 S, la 166 Inter, fu progettata da Carlo Anderloni, progettista capo della Carrozzeria Touring.
Il motore era anteriore con trazione posteriore. Questo propulsore V12, progettato da Gioachino Colombo, fu cambiato rispetto a quello installato sull'antenata 125 S, con un singolo albero a camme per la distribuzione e una più alta cilindrata, passata da 1500 cm³ a 1995 cm³. Questo risultato fu raggiunto con l'incremento dell'alesaggio e della corsa, ora di 60 e 58,8 mm. La potenza fu incrementata da 110 a 140 hp a 6000 giri al minuto. A differenza della 125 S montava tre carburatori invece che uno.
Furono prodotti 3 esemplari, due roadster e una berlinetta, dalla sua presentazione al Salone dell'automobile di Torino del 1948 al suo ritiro nel 1950. Fu sostituita dalla 166 MM.

## Attività sportiva

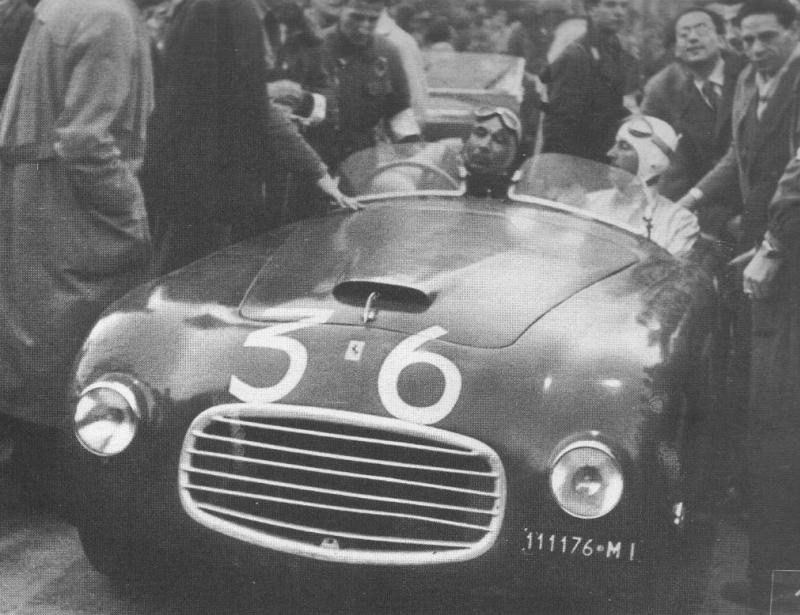
Clemente Biondetti e Igor Troubetzkoy alla Targa Florio 1948

La Ferrari 166 versione competizione vinse la Mille Miglia nel 1948 e nel 1949, guidate rispettivamente da Clemente Biondetti e Giuseppe Navone, e l'anno successivo da Biondetti e Ettore Salani. Le vetture guidate furono rispettivamente la 166 S e la 166 MM. Alla guida di quest'ultima, nel 1949, Luigi Chinetti e Patrick Mitchell-Thompson vinsero la 24 Ore di Le Mans e, a bordo di una 166 S, Clemente Biondetti e Igor Troubetzkoy vinsero la Targa Florio. Nello stesso anno una 166 MM vinse la 24 Ore di Spa con alla guida Luigi Chinetti e Jean Lucas, facendo della Ferrari 166 l'unica vettura a vincere tutte e tre le gare.